# Écury-le-Repos
Écury-le-Repos is een gemeente in het Franse departement Marne (regio Grand Est) en telt 66 inwoners (2009). De plaats maakt deel uit van het arrondissement Epernay.

## Geografie
De oppervlakte van Écury-le-Repos bedraagt 9,8 km², de bevolkingsdichtheid is dus 6,7 inwoners per km².
De onderstaande kaart toont de ligging van Écury-le-Repos met de belangrijkste infrastructuur en aangrenzende gemeenten.

## Demografie
Onderstaande figuur toont het verloop van het inwonertal (bron: INSEE-tellingen).